# Sturisomatichthys panamense
Sturisomatichthys panamense (лат. ) — вид мелких рыб рода Sturisomatichthys семейства Кольчужные сомы, обитающая в бассейне реки Магдалена в Колумбиа и Панаме. Рыба с вытянутым телом, удлинённой головой, на рыле — короткий вырост, хвостовая часть длинная. Плавники большие, на спинном конец нередко загнут в виде серпа, хвостовой вильчатый, кончики в виде нитей. Окраска тела и плавников красновато-желтые, в длину достигает 18 см. В аквариумной культуре важно знать, что эти рыбки чувствительны к повышенному количеству инфузорий в воде.  Пик активности приходится на ночное время, днём малоактивны и лежат на различных предметах (коряги, камни) в аквариуме.